# 箱根神社
箱根神社（はこねじんじゃ）は、神奈川県足柄下郡箱根町元箱根にある神社。旧社格は国幣小社。かつては箱根権現、三所大権現とも称された。

## 祭神
- 箱根大神
瓊瓊杵尊、木花咲耶姫命、彦火火出見尊の御三神の総称。

なお、奥宮である箱根元宮（はこねもとつみや）には、以下の造化三神も祀られている。
天之御中主神、高皇産巣日之神、神皇産巣日之神

## 歴史
六国史や延喜式神名帳には見えないが、鎌倉時代には『貞永式目』付属の起請文の中で、日本国中の神祇の筆頭にあげられたほど、鎌倉幕府の篤い崇敬と保護を受け、伊豆山神社と共に「二所権現」に指定され、三島大社と併せて「二所詣（三社詣）」が行われるなど、後北条氏の時代まで特に武家たちの信仰を集めた。
『筥根山縁起并序』（建久2年（1191年）、箱根権現別当・行実編纂）によると、古代から箱根山に対する山岳信仰は盛んで特に神山への信仰は篤く、神山を遥拝できる駒ケ岳の山頂を磐境として祭祀が行われていた。
特に、孝昭天皇の時代に聖占（しょうせん）が駒ケ岳において神仙宮を開き開山したのが最初といわれ、神山を神体山として祀ったことが、山岳信仰の隆盛に大きな影響を与えたとされる。駒ケ岳の山頂では現在も10月24日に御神火祭が行われており、古代における神山への祭祀の名残を示しているという。
この筥根山縁起の記述からすると、箱根権現は道教（神仙道）の祭式によって祀られたことになるが、事実、別の縁起書によれば、箱根山はもともと泰山府君を祀る泰禄山とよばれたことがあるという。
また社宝の『箱根権現縁起絵巻』には、天竺斯羅奈（しらな）国のさだいえ中将、その娘の霊鷲御前、その婿の波羅奈国の二郎王子が日本に来て箱根三所・伊豆二所両権現となったという伝承が掲載されている。
この箱根権現が玄利老人によって東福寺となり、それが滅亡しかけたのを、万巻上人が天平宝字元年（757年）、現在地に里宮を再興して僧・俗・女の三体の神を箱根三所権現として祀ったと伝える。この東福寺が別当の金剛王院となって箱根権現を管理指示した。その後、伝承では、万巻上人が人々を苦しめていた芦ノ湖の九頭龍を調伏し、現在の九頭龍神社本宮の場所に社を建てて、九頭龍を守護神として祀ったとされる。
『吾妻鏡』には石橋山の戦いで敗れた源頼朝を、当社の権現別当である行実が助けたとの記事があり、以降、関東の武家の崇敬を受けるようになった。天正18年（1590年）、豊臣秀吉の小田原征伐の際に焼失したが、徳川家康が社領200石と社地不入の朱印状を寄せ社殿を再建した。
長らく別当寺の金剛王院東福寺が箱根権現の中核であったが、明治の神仏分離の際に別当は還俗して神職となり、箱根神社に改称した。昭和3年に国幣小社に昇格した。
昭和38年4月（1963年）、箱根園から駒ヶ岳山頂まで箱根駒ケ岳ロープウェーが開業した。
昭和39年（1964年）、堤康次郎の寄進によって駒ヶ岳山頂に箱根元宮が再建された。以来、奥宮として登拝者を集めている。
平成12年（2000年）、九頭龍神社の新宮が箱根神社の境内に建立された（庚辰の年）。

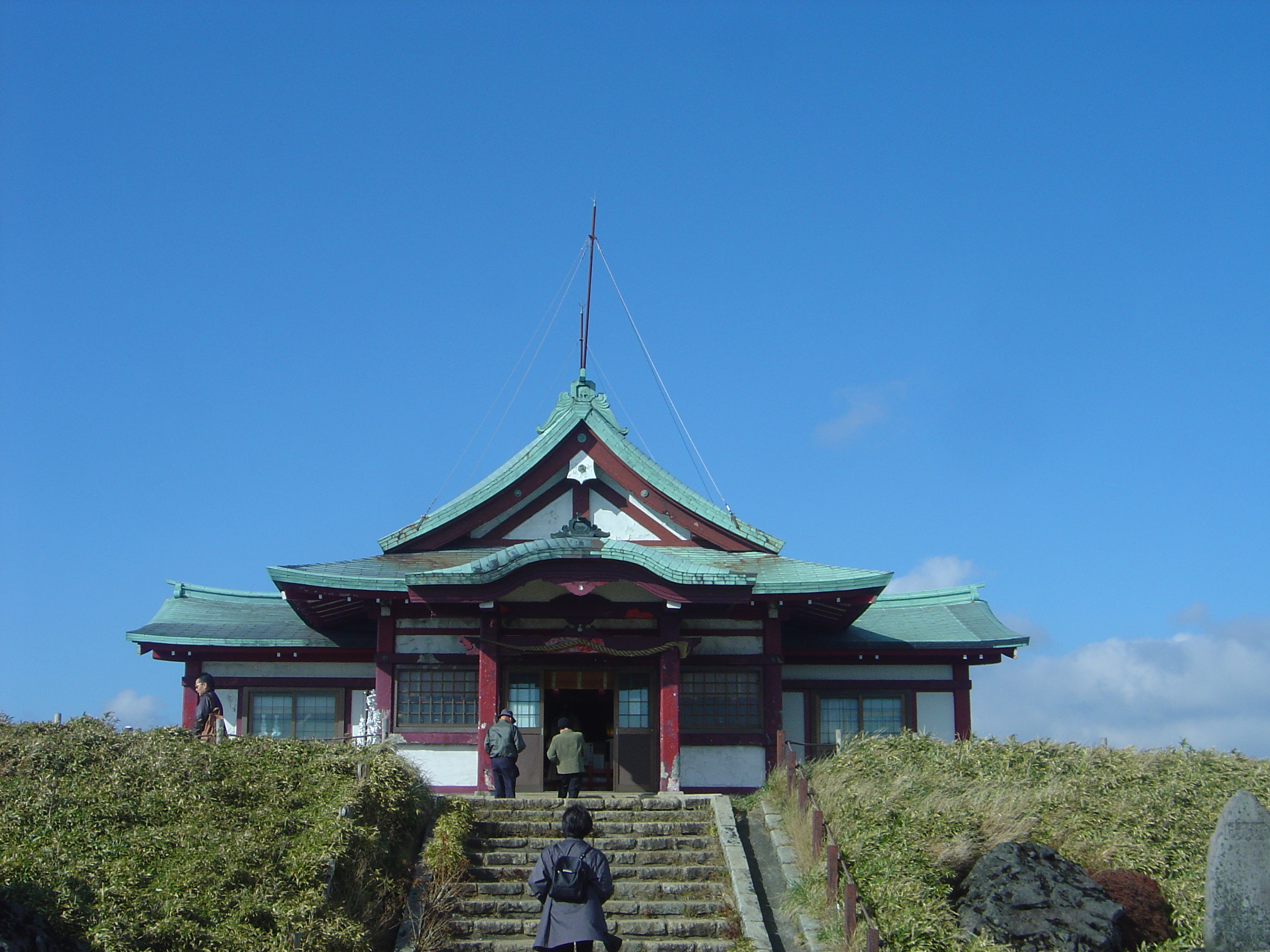
箱根元宮社殿（駒ヶ岳山頂）

## 平和の鳥居

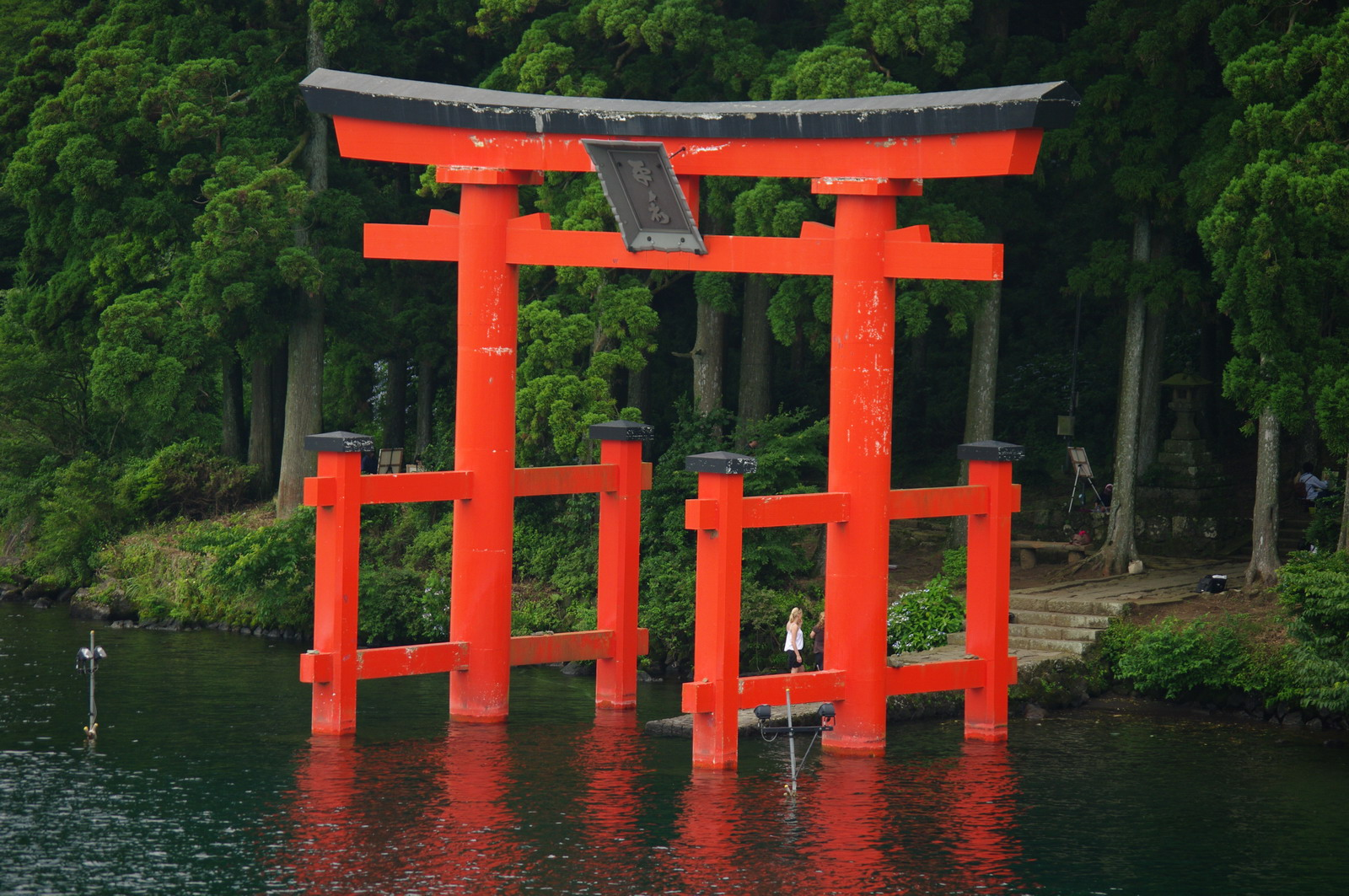
平和の鳥居

神社前の芦ノ湖上に「平和の鳥居」と称される鳥居が建つ。昭和27年（1952年）、サンフランシスコ講和条約締結と当時の皇太子明仁親王の立太子の礼を記念して建立されたもの。鳥居の扁額は東京オリンピック開催と鎮座1,200年を記念して昭和39年（1964年）に掲げられたもので、額字の「平和」は吉田茂の揮毫になる。

## 祭事
- 2月節分 - 節分祭（厚化粧の少女の巫女／鬼が水上スキーで登場）
- 7月31日 - 湖水祭
- 8月1日 - 例祭
- 10月24日 - 元宮祭・全山御神火巡行・万巻上人祭

## 文化財

### 国指定重要文化財
- 紙本著色箱根権現縁起絵巻
- 木造神像2躯（男神坐像、女神坐像）
- 木造万巻上人坐像
- 赤木柄短刀
- 鉄湯釜 2口 文永5年（1268年）銘、弘安6年（1283年）銘

箱根神社境内に宝物殿があり、各種資料や文化財を拝観できる。拝観料あり、開館時間あり。

## 九頭龍神社
九頭龍神社（くずりゅうじんじゃ）の御祭神は九頭龍大神である。位置付けは箱根大神の眷属なので、箱根神社と合わせて参拝するのが良い。
九頭龍神社には本宮と新宮がある。
本宮 (ほんぐう) は箱根神社の境外社であり、箱根園の箱根九頭龍の森の中に位置する。箱根九頭龍の森に入るには入園料が必要であり、営業時間外は立ち入ることができない。箱根九頭龍の森には、弁財天社、白龍神社も鎮座している。
それに対し、新宮 (しんぐう) は境内社として箱根神社拝殿に隣接しており、参拝に便利である。新宮の御祭神は、本宮の御祭神を分霊、鎮座された（平成庚辰の年）ものなので、神霊的には両社の御祭神は同一である。個別の祈禱は、箱根神社社務所で受け付けており、新宮での御祈禱となる（毎日）。
本宮は、毎年6月13日が例大祭、毎月の13日が月次祭である。毎年7月31日には「湖水祭」も行われている。また、箱根神社の境内にある新宮の月次祭は、毎月15日に行われている。

## アクセス
箱根神社
- 伊豆箱根バス「元箱根」バス停[8]、箱根登山バス「元箱根港」または「箱根神社入口」バス停[9]より徒歩10分[10]
- 小田急ハイウェイバス「山のホテル」バス停より徒歩3分[10]

箱根元宮
- 箱根 駒ヶ岳ロープウェー　駒ヶ岳頂上駅から徒歩5分

九頭龍神社本宮
- 箱根園または湖尻ターミナルから樹木園「九頭龍の森」内を通りいずれも徒歩約30分[11]
- 毎月13日の月次祭の日には、元箱根港・箱根園港から近接する神山桟橋まで、箱根遊船により「九頭龍神社参拝船」が運航される[12]。